# Leptothorax tauricus
Leptothorax tauricus är en myrart som beskrevs av Mikhail Dmitrievich Ruzsky 1902. Leptothorax tauricus ingår i släktet smalmyror, och familjen myror.

## Underarter
Arten delas in i följande underarter:
- L. t. babuganicus
- L. t. tauricus